# 高畠じゅん子
髙畠 じゅん子（たかばたけ じゅんこ、本名：中川 諄子、9月15日生）は、静岡県静岡市出身の作詞家。

## 来歴
- 石井好子主催のシャンソンコンクール作詞部門に優勝し、それを契機に作詞家を目指して上京する。シャンソンコンクールの審査員長である詩人薩摩忠にクラウンレコードの制作部長を紹介され、作詞家への道を歩きはじめる。

- 夫は作曲家の中川博之（別名：五十嵐悟）。

- 日本作詩大賞入賞4回[1]。日本作詩家協会理事。

- 「髙畠諄子」名義の作品も存在する。

## 代表作品
| 発売年 | タイトル                   | 作曲者     | 歌手                     |
| ------ | -------------------------- | ---------- | ------------------------ |
| 1975年 | さようなら幸せに           | 中川博之   | 森雄二とサザンクロス     |
| 1975年 | 愛ふたたび                 | 五十嵐悟   | 石原裕次郎               |
| 1975年 | 愛すれど哀しく             | 五十嵐悟   | 石原裕次郎               |
| 1976年 | 意気地なし                 | 中川博之   | 森雄二とサザンクロス     |
| 1976年 | 渚ホテル                   | 中川博之   | 森雄二とサザンクロス     |
| 1977年 | 足手まとい                 | 中川博之   | 森雄二とサザンクロス     |
| 1980年 | 死にもの狂い               | 中川博之   | 森雄二とサザンクロス     |
| 1981年 | 誘蛾燈                     | 中川博之   | ロス・プリモス           |
| 1983年 | 献身                       | 中川博之   | 森雄二とサザンクロス     |
| 1984年 | 遊牧民                     | 中川博之   | 栗原小巻                 |
| 1984年 | 赤い海                     | 中川博之   | 栗原小巻                 |
| 1988年 | 東京運河                   | 四方章人   | 箱崎晋一郎               |
| 1989年 | 千歳空港                   | 鶴岡雅義   | 鶴岡雅義と東京ロマンチカ |
| 1991年 | 釧路川                     | 五木ひろし | 五木ひろし               |
| 1991年 | 磐梯西線                   | 中川博之   | 田代美代子               |
| 1992年 | くちべに水仙               | 北沢玄人   | 姿のり子                 |
| 1993年 | 俺ほのふるさと             | 島浩二     | 門脇陸男                 |
| 1994年 | あじさい花                 | 中川博之   | 真咲よう子               |
| 1994年 | あなたのためなのよ         | 中川博之   | ロス・プリモス           |
| 1994年 | 昭和生まれの風来坊         | 中川博之   | 里見浩太郎               |
| 1995年 | 花冷え                     | 中川博之   | 里見浩太郎               |
| 1995年 | 幸せになりたい             | 中川博之   | 美川憲一                 |
| 1995年 | 素晴しき人生               | 中川博之   | 里見浩太郎               |
| 1995年 | 人妻夜雨                   | 中川博之   | ロス・プリモス           |
| 1996年 | 花氷                       | 中川博之   | 里見浩太郎               |
| 1996年 | 北の都の物語               | 中川博之   | 里見浩太郎&黒木瞳        |
| 1996年 | いつまでも銀座             | 中川博之   | ロス・プリモス           |
| 1997年 | 花しぐれ                   | 中川博之   | 里見浩太郎               |
| 1998年 | 夕顔                       | 聖川湧     | 里見浩太郎               |
| 1999年 | 雨の長崎                   | 中川博之   | 里見浩太郎               |
| 1999年 | ひだまり                   | 中川博之   | 山下真司                 |
| 1999年 | 真実一路                   | 松井善久   | 秋山涼子                 |
| 2000年 | 鬼やんま                   | 杉本真人   | 田中収&ニック・ニューサ  |
| 2000年 | 外泊渡橋(ガーデンブリッジ) | 中川博之   | 瀬川瑛子                 |
| 2000年 | おまえだけなのさ           | 夏川寿里亜 | 北川大介                 |
| 2000年 | ラブ・イズ・マイライフ     | 中川博之   | 中川博之                 |
| 2001年 | トウキョウみなと           | 岡千秋     | 岩出和也                 |
| 2002年 | 紅い橋                     | 中川博之   | 真咲よう子               |
| 2003年 | 男の花火                   | 中川博之   | 加納ひろし               |
| 2004年 | 姫つばき                   | 中川博之   | 竜小太郎                 |
| 2004年 | スペイン坂                 | 塚本誠一郎 | 鳥羽一郎                 |
| 2004年 | 愛は煌めいて               | 中川博之   | 美川憲一                 |
| 2005年 | 京都冬化粧                 | 中川博之   | 真咲よう子               |
| 2005年 | 幸せの曲がり角             | 中川博之   | 真帆花ゆり               |
| 2006年 | 東京ロスト・ラブ           | 中川博之   | 青山ひかる               |
| 2006年 | 朝焼け                     | 四方章人   | 前川清                   |
| 2006年 | 人生チャチャチャ           | 中川博之   | 青山ひかる               |
| 2006年 | 金沢待宵月                 | 中川博之   | 真咲よう子               |
| 2006年 | 黄昏に閉じこめて           | 中川博之   | 青山ひかる               |
| 2007年 | おまえと共に               | 中川博之   | 松原敬生                 |
| 2007年 | 哀愁グラス                 | 中川博之   | 松原敬生                 |
| 2007年 | ふたりの旅路               | 中川博之   | 里見浩太郎               |
| 2007年 | 古都情念                   | 中川博之   | 美川憲一                 |
| 2007年 | 大江戸なごり花             | 中川博之   | 真咲よう子               |
| 2007年 | 北運河                     | 朝月廣臣   | 野上こうじ               |
| 2008年 | 稲むらの火                 | 岡千秋     | 里見浩太郎               |
| 2008年 | 黄昏迷子                   | 朝月廣臣   | ミン・エリナ             |
| 2008年 | 悲しみの向こう側           | 弦哲也     | ハン・ジナ               |
| 2008年 | 君の生まれた夏             | 四方章人   | 木下あきら               |
| 2008年 | 浮き寝鳥ブルース           | 水森英夫   | 胡浜四郎                 |
| 2009年 | 東京大陸                   | 朝月廣臣   | 川奈ルミ                 |
| 2009年 | 愛あればこそ               | 中川博之   | 里見浩太郎               |
| 2009年 | 上海ガーデンブリッジ       | 中川博之   | 中川由唯                 |
| 2009年 | ソウル・愛ふたたび         | 中川博之   | 中川博之                 |
| 2009年 | 愛をありがとう             | 中川博之   | 中川博之                 |
| 2014年 | 雨がつれ去った恋           | 中川博之   | 美川憲一                 |